# Bazaria turensis
Bazaria turensis is een vlinder uit de familie snuitmotten (Pyralidae). De wetenschappelijke naam is voor het eerst geldig gepubliceerd in 1990 door Ragonot.
De soort komt voor in Europa.